# Абердин (Южная Дакота)
Аберди́н — город в Южной Дакоте, США, административный центр округа Браун. Находится примерно в 200 километрах от Пирра, административного центра штата. На 2010 год население города составляло 26 091 человек. Выпускается газета «The American News».

## Расположение
Абердин расположен на северо-востоке Южной Дакоты, в долине реки Джеймс, примерно в 18 километрах от неё.
По данным Бюро переписи населения США площадь города составляет около 34 квадратных километров, в том числе 0,26 км2 (0,54 %) — водная поверхность.
Городу присвоены почтовые индексы 57401—57402.

## Климат
Рекордно низкая температура в Абердине, −43 °C, зафиксирована дважды — в 1895 и 1912 годах, а рекордно высокая, тоже дважды, в июле 1936 года.
| Показатель                    | Янв.  | Фев.  | Март  | Апр.  | Май   | Июнь | Июль | Авг. | Сен.  | Окт.  | Нояб. | Дек.  | Год   |
| ----------------------------- | ----- | ----- | ----- | ----- | ----- | ---- | ---- | ---- | ----- | ----- | ----- | ----- | ----- |
| Абсолютный максимум, °C       | 17,2  | 21,1  | 30,0  | 36,6  | 43,3  | 44,4 | 46,1 | 44,4 | 41,6  | 35,5  | 26,1  | 20,5  | 46,1  |
| Средний суточный максимум, °C | −4,8  | −1,8  | 4,7   | 14,2  | 20,7  | 25,5 | 29,0 | 28,0 | 22,6  | 14,6  | 4,6   | −3,2  | 12,8  |
| Средняя температура, °C       | −10,6 | −7,5  | −0,7  | 7,3   | 13,9  | 19,1 | 22,2 | 21,0 | 15,3  | 7,8   | −1    | −8,6  | 6,5   |
| Средний суточный минимум, °C  | −16,3 | −13,1 | −6,2  | 0,3   | 7,2   | 12,6 | 15,5 | 13,9 | 8,2   | 1,0   | −6,7  | −13,9 | 0,2   |
| Абсолютный минимум, °C        | −43,3 | −43,3 | −35,5 | −18,8 | −10,5 | −2,2 | 1,6  | −1,1 | −11,6 | −21,1 | −32,7 | −39,4 | −43,3 |
| Норма осадков, мм             | 11    | 13    | 30    | 46    | 78    | 93   | 76   | 61   | 55    | 50    | 18    | 12    | 551   |
| Источник: NWS                 |       |       |       |       |       |      |      |      |       |       |       |       |       |

## Демография
По результатам переписи населения 2000 года в городе насчитывалось 24658 человек, 10553 домашних хозяйств и 6184 семей. Плотность населения составляла 734,4 чел./км². Расовый состав города: 94,61 % белых, 0,37 % негров (или афроамериканцев), 3,17 % коренных американцев, 0,54 % азиатов, 0,13 % океанийцев, 0,19 % прочих рас, и 0,99 % метисов.
Из 10553 домашних хозяйств:
- 27,3 % — семьи с детьми моложе 18 лет
- 47 % — совместно проживающие супружеские пары
- 8,9 % — семьи с матерями-одиночками
- 41,4 % — холостые.

Возрастной состав: моложе 18 лет — 21,8 %, от 18 до 24 лет — 14,1 %, от 25 до 44 лет — 26,4 %, от 45 до 64 лет — 20,4 %, от 65 лет и старше — 17,2 %. Средний возраст — 36 лет. На каждые 100 женщин приходилось 89,2 мужчин. На каждые 100 женщин возрастом от 18 лет и старше приходилось 85,3 мужчин.
Средний показатель доходов на хозяйство в городе составлял 33276 долларов, а средний показатель доходов на семью — 43 882. Доход на душу населения составлял 17923. Приблизительно 7,6 % семей и 10,5 % населения находились ниже черты бедности, включая 10,6 % из тех, кто моложе 18, и 10,1 % из тех, кто старше 65 лет.

## Образование

### Школы
В Абердине имеется пять начальных школ, три средних школы и три приходских. Также есть школа для слепых и слабовидящих.

### Высшее образование
Северный государственный университет (англ. Northern State University) — университет, основанный в 1901 году. На 2006—2007 учебный год в университете училось 2528 студентов. В среднем на одного преподавателя приходилось 19 студентов. Университет предлагает обучение по тридцати восьми специальностям. Талисман — волк.
Также в городе находится колледж, в котором образование ведётся в основном в области здравоохранения.

## Здравоохранение
В настоящее время в городе есть одна больница, а также несколько домов престарелых.